# 埃雷利

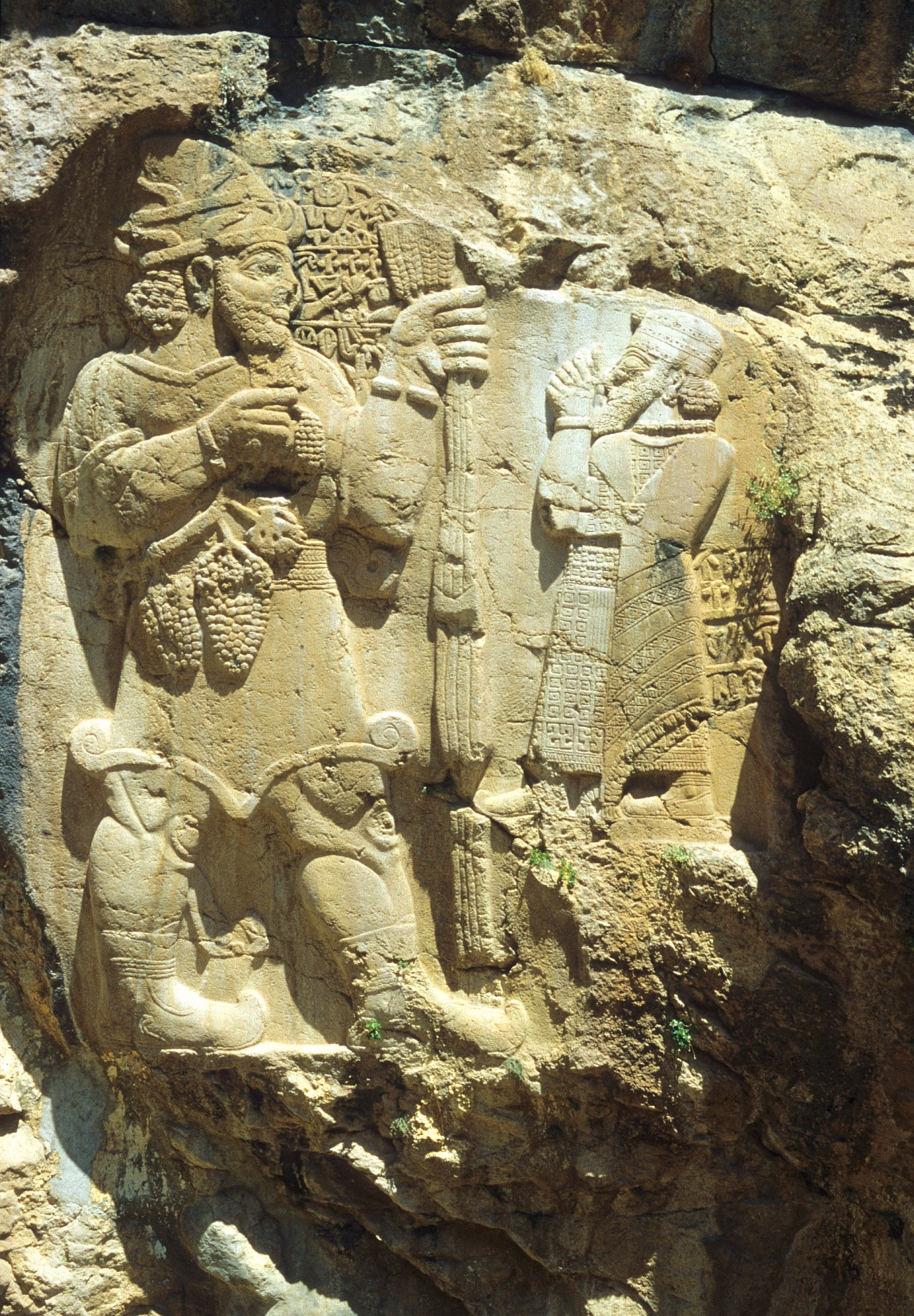

埃雷利是土耳其的城鎮，位於該國南部托魯斯山脈山腳，由科尼亚省負責管轄，距離科尼亞147公里，海拔高度1,043米，主要經濟活動有農業和畜牧業，2009年人口95,056。

## 外部連結
- District governor's official website （土耳其文）
- District municipality's official website （页面存档备份，存于） （土耳其文）